# Okręg Brugg
Okręg Brugg (niem. Bezirk Brugg) – okręg w Szwajcarii, w kantonie Argowia, o pow. 130,07 km², zamieszkały przez 51 451 osób (31 grudnia 2022). Siedzibą okręgu jest miasto Brugg. Główne rzeki okręgu to Aare, Reuss oraz Sissle.

Liczba ludności okręgu Brugg

## Podział administracyjny
W skład okręgu wchodzi 20 gmin (Einwohnergemeinde):
1. Auenstein
2. Birr
3. Birrhard
4. Bözberg
5. Brugg, miasto
6. Habsburg
7. Hausen
8. Lupfig
9. Mandach
10. Mönthal
11. Mülligen
12. Remigen
13. Riniken
14. Rüfenach
15. Schinznach
16. Thalheim
17. Veltheim
18. Villigen
19. Villnachern
20. Windisch

## Zmiany administracyjne
- 1 stycznia 2006
  - przyłączenie gminy Stilli do gminy Villigen
- 1 stycznia 2010
  - przyłączenie gminy Umiken do miasta Brugg
- 1 stycznia 2013
  - przyłączenie gmin Gallenkirch, Linn, Oberbözberg i Unterbözberg do gminy Bözberg
- 1 stycznia 2014
  - przyłączenie gmin Oberflachs oraz Schinznach-Dorf do gminy Schinznach
- 1 stycznia 2018
  - przyłączenie gminy Scherz do gminy Lupfig
- 1 stycznia 2020
  - przyłączenie gminy Schinznach-Bad do miasta Brugg
- 1 stycznia 2022
  - połączenie gmin Bözen, Effingen, Elfingen oraz Hornussen z okręgu Laufenburg w gminę Böztal w okręgu Laufenburg